# Emerson, Nebraska
Emerson är en ort (village) i Dakota County, Dixon County, och Thurston County, i Nebraska. Orten har fått sitt namn efter poeten Ralph Waldo Emerson. Vid 2000 års folkräkning hade Emerson 858 invånare.